# Neudorferhof

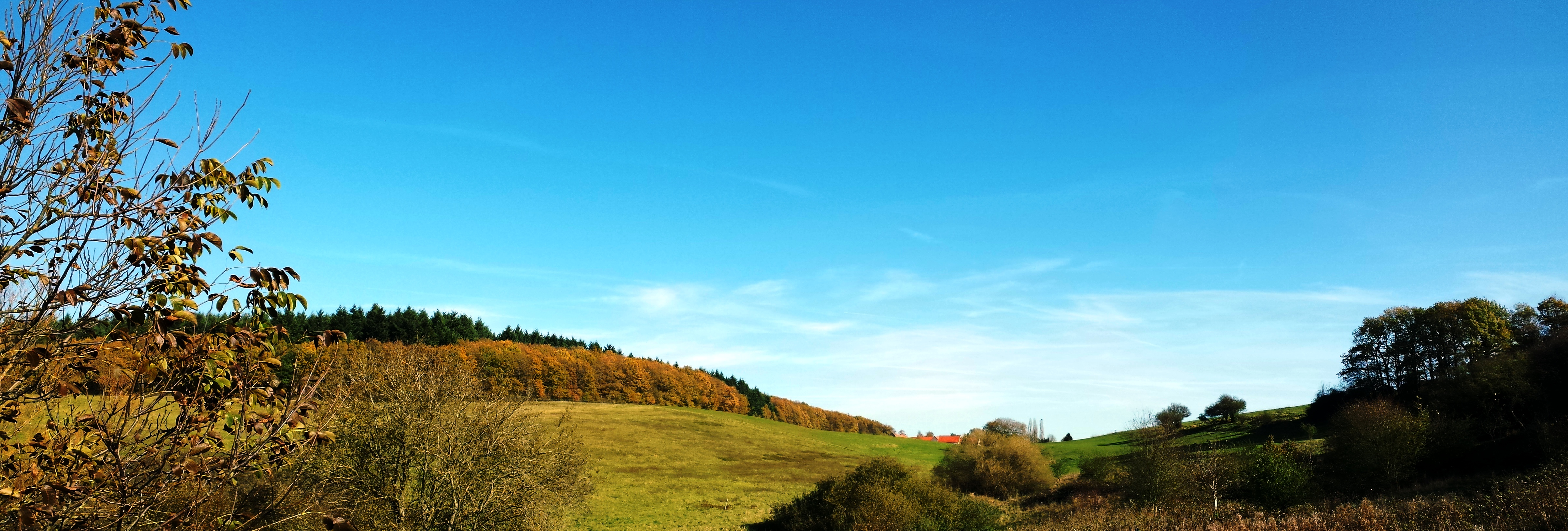
Der Neudorferhof von der Gemarkung Katzeneich aus aufgenommen

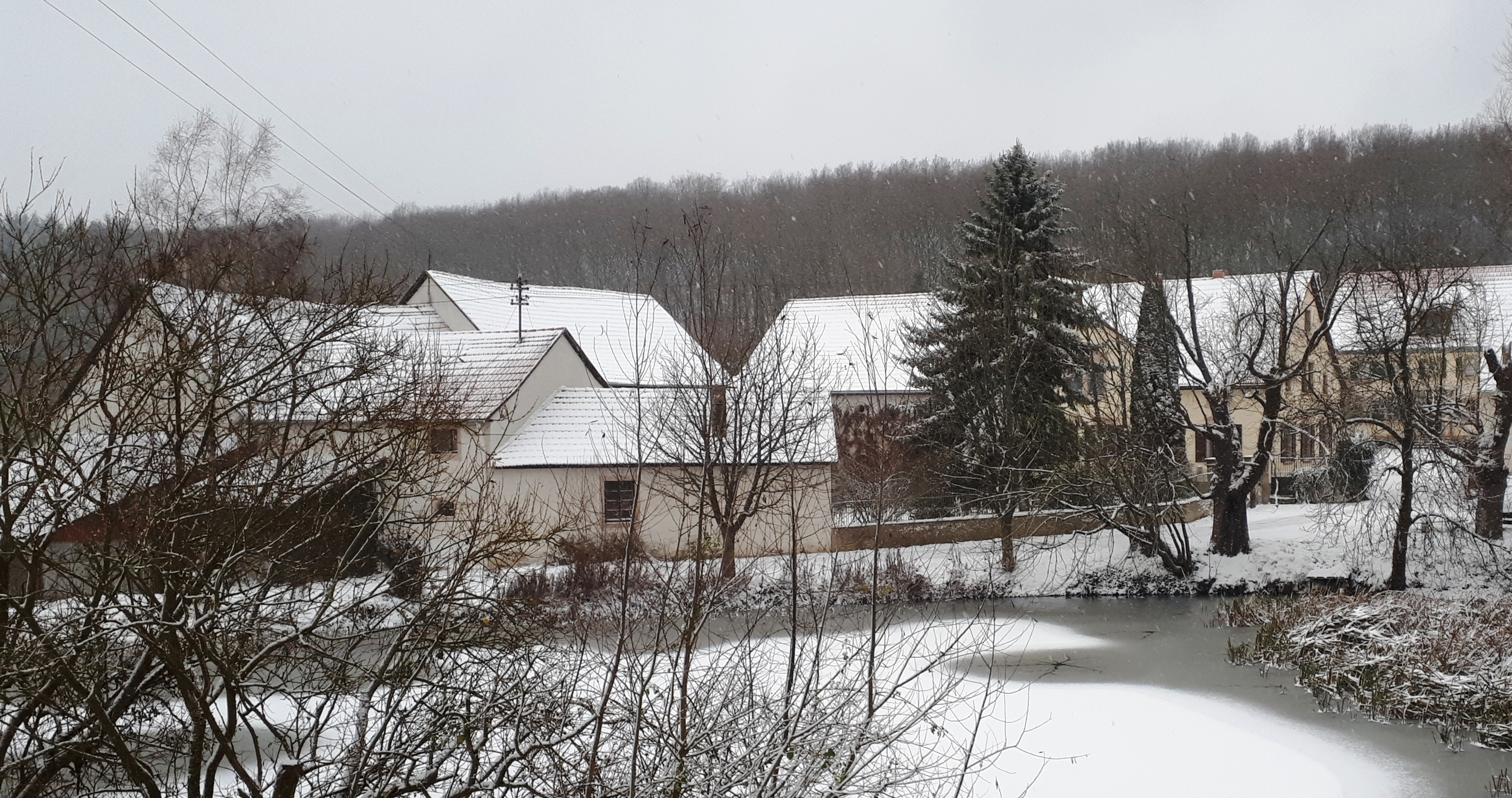
Der Neudorferhof im Winter mit seinem Löschwasserteich

Der Neudorferhof ist ein Wohnplatz im Nordpfälzer Bergland, der in ca. 370 m Höhe auf dem Höhenzug zwischen Glan- und Moscheltal liegt. Die erste urkundliche Erwähnung stammt vermutlich aus dem Jahr 1260, gesichert ist eine Erwähnung aus dem Jahr 1793. Das Dorf Lettweiler, zu dem der Neudorferhof gehört, liegt etwa 3 km Luftlinie entfernt.
Der Wohnplatz setzt sich zusammen aus Hofanlagen aus dem 19. Jahrhundert, einer mennonitischen Kirche aus dem Jahr 1885 und einem großen Löschwasserteich.
Auf dem Neudorferhof besteht etwa seit dem Jahr 1700 eine Gemeinde der Mennoniten, einer evangelischen Freikirche, die auf die Täuferbewegungen der Reformationszeit zurückgeht.
Einer der letzten Überfälle des berühmten Räubers Schinderhannes im Februar 1802 galt dem Neudorferhof.
Im Jahr 1923 legten die vier Hoffamilien ihren ganzen Besitz zusammen und verwalteten und bewirtschafteten ihn als Gemeinschaftsbetrieb. Nach dem Zweiten Weltkrieg im Jahr 1947 wurde der Hof wieder getrennt in die früheren Bestandteile.
Der gesamte Neudorferhof ist eine Denkmalzone.